# مسعور (فلم 2019)
مسعور أو رابيد بالأنجليزية Rabid هو فيلم رعب كندي تم أنتاجه لعام 2019 من تأليف وإخراج جين وسيلفيا سوسكا وبطولة لورا فاندرفورت و بن هولينغزورث و فيل بروكس. هذا الفيلم طبعة جديدة لفيلم عام 1977 يحمل نفس الاسم من إخراج ديفيد كروننبرغ.
تم عرض فيلم رابيد لأول مرة في مهرجان لندن السينمائي FrightFest في 26 أغسطس 2019.

## قصة الفيلم
علي غرار أحداث الفيلم الذي تم عرضه عام 1977 روز (لورا فاندرفوت) هي الفتاة الجميلة التي تشبه الوردة الهادئة روز تعشق الملابس والموضة النسائية، وتأمل بأن تصبح مصممة أزياء. لكن يحدث ما لم يكن في الحسبان بحيث تتعرض روز لحادث تسبب في تشويه وجهها الجميل بالكامل، فتضطر للخضوع لعلاج تجريبي للخلايا الجذعية بهدف ان تعود بشكل أجمل لكن الامور تتحول لطريق آخر مما يؤدي إلى عواقب غير مقصودة.

## طاقم التمثيل
- لورا فانديرفورت فى دور روز [3]
- بن هولينجسورث في دور براد، مصور أزياء [4]
- تيد أثيرتون في دور الدكتور ويليام بوروز
- فيل بروكس في دور بيلي [4]
- جريج بريك [5]
- ستيفن ماكاتي [5]
- هانيك تالبوت في دور تشيلسي، صديقة روز المقربة [4]
- ماكنزي جراي في دور جانتر، مصمم أزياء [4]
- إيه جاي مينديز في دور كيرا [4]

## الأنتاج
في فبراير 2016، جين وسيلفيا سوسكا تم تعيينهم لعمل طبعة جديدة من فيلم المخرج ديفيد كروننبرغ الذي أُنتج عام 1977 بنفس الأسم، مع المنتجين مايكل ووكر، بول ليلوند وجون فيديت. دخل الفيلم مرحلة ما قبل الإنتاج بحلول شهر فبراير من عام 2018، وخلال تلك الفترة وصفت الأخوة سوسكا المشروع بأنه مستمرا بحيث ان «الأفكار والمحادثات» ستكون مختلفة بحيث سيتم عمل قصة محدثة من الفيلم القديم وقالوا ان الفيلم «تم تحديثه من خلال منظور أنثوي». في مايو 2018، وتم أختيار النجمة ذات الخمسة والثلاثين عام لورا فاندرفورت لتكون في دور بطلة الفيلم روز.
بدأ التصوير الرئيسي للفيلم في يوليو 2018 في مدينة تورونتو الكندية. وأنتهي التصوير في عام 2019
يتم إنتاج الفيلم بواسطة باك 40 بيكيتشير بالتعاون مع أستديوهات تيليفيلم كندا وشركة أونتريو ميديا ديفولبمينت كورب ويتم تمويله من قبل شركة ميديا فينانيس كابيتال Media Finance Capital. وحصلت شركة أيه ا71 أنترتينمينت A71 Entertainment على حقوق التوزيع في كندا  وأستديوهات شاوت! علي حقوق التوزيع في الولايات المتحدة،  وشركة 101 فيلم علي حقوق التوزيع في جميع أنحاء المملكة المتحدة.

## اطلاق الفيلم
تم عرض الفيلم لأول مرة في مهرجان لندن FrightFest السينمائي في 26 أغسطس 2019. ومن المقرر أن يتم أصداره في السينمات الروسية خلال شهر نوفمبر

## روابط خارجية
- مقالات تستعمل روابط فنية بلا صلة مع ويكي بيانات